# Erik Johnsson
Rolf Sven Erik Johnsson, född 26 juli 1918 i Helsingborg, död 23 april 1971 i Göteborg, var en svensk kompositör, kapellmästare och musikarrangör.

## Filmmusik (urval)
- 1947 – Tappa inte sugen
- 1948 – Intill helvetets portar
- 1949 – Greven från gränden
- 1955 – Enhörningen
- 1961 – Melodin som aldrig kom bort